# Temesvári Hírlap
Temesvári Hírlap (în traducere „Ziarul din Timișoara”) a fost un cotidian romano-catolic apărut între noiembrie 1903 și ianuarie 1938, cu sediul la Timișoara (cu excepția duminicilor și a sărbătorilor, iar în 1919 publicat neregulat).
Timp de aproape patru decenii, a fost organul politic, economic și cultural proeminent al maghiarilor din Banat. În prezent, publicația Nyugati Jelen este considerată dept succesoare al ziarului Temesvári Hírlap, aceasta publicând un număr special aniversar dedicat primei apariții a Temesvári Hírlap, cu ocazia centenarului acesteia.

## Redactori, editori
- Endre Vuchetich, redactor-șef
- Pál Bíró, redactor-șef responsabil și editor
- Mihály Pogány, redactor-șef responsabil și editor
- Sámuel Ligeti, redactor-șef responsabil, apoi editor
- Endre Kubán, editor
- Árpád Kostyala, editor de la mijlocul anilor 1920 până la începutul anilor 1930
- Editor și proprietar de publicație: după Mihály Pogány, văduva lui Mihály Pogány
- Tipografie: Tipografia de carte a Episcopiei Ceanad; 1913: Tipografia Hunyadi.

## Angajați
- Asztalos Sándor
- Gárdonyi István
- Gokler Gyula belső munkatárs
- Kovács Katona Jenő
- Kozmuth Artúr
- Márki Ferenc
- Orich Viktor
- Osztie Andor
- Sas Jolán
- Somló Erzsi
- Stitzl József
- Szabó Mózes
- Szirmai László belső munkatárs
- Uhlyárik Béla
- Zöld Mihály
- Zöld Zoltán

## Ulterior
Se poate considera că succesorul său a fost ziarul Timisoarai Hírlap - Gazeta Timișoarei care, în 1938, a fost redenumit ca Timisoarai-Temesvári Hírlap, însă aceste publicații nu mai erau ziare romano-catolice.